# Ayaka Suzuki
Ayaka Suzuki (30 de setembro de 1989) é um jogadora de rugby sevens japonesa.

## Carreira
Ayaka Suzuki integrou o elenco da Seleção Japonesa de Rugbi de Sevens Feminino, na Rio 2016, que foi 10º colocada.